# Graye-sur-Mer
Graye-sur-Mer é uma comuna francesa na região administrativa da Normandia, no departamento Calvados. Estende-se por uma área de 6,52 km². Em 2010 a comuna tinha 721 habitantes (densidade: 110,6 hab./km²).